# Zavrh (gmina Bloke)
Zavrh – wieś w Słowenii, w gminie Bloke. W 2018 roku liczyła 18 mieszkańców.